# The Lost Bladesman
Pour plus de détails, voir Fiche technique et Distribution.
The Lost Bladesman (關雲長, Guan yun chang) est un film hongkongais réalisé par Alan Mak et Felix Chong, sorti en 2011.
Le film, intrerprété notamment par Donnie Yen décrit la vie du général Guan Yu selon le Roman des Trois Royaumes.

## Synopsis
Dernières années de la dynastie Han. Afin d'unifier le pays, le général Cao Cao, véritable détenteur du pouvoir derrière l'Empereur, décide d'enrôler le plus fort des guerriers, Guan Yu. Mais ce dernier est loyal ami de l'ennemi juré de Cao Cao : le chef militaire Liu Bei. Afin de forcer Guan Yu à le rejoindre, Cao Cao projette d'enlever Qi Lan, la concubine de Liu Bei, dont Guan Yu est secrètement amoureux. Après avoir mené les forces de Cao Cao vers la victoire, Guan Yu retrouve Qi Lan. Mais Cao Cao considère désormais Guan Yu comme une menace et envoie son armée pour l'anéantir.

## Fiche technique
- Titre international : The Lost Bladesman
- Titre en chinois Traditionnel : 關雲長
- Titre en chinois Simplifié : 关云长
- Titre en Pinyin : Guān Yúncháng
- Musique : Henry Lai
- Producteur : Leung Ting
- Distribution initiale en salles : Edko Films, Easternlight Films
- Langue : Chinoise
- Date de sortie : 28 avril 2011

## Distribution
- Donnie Yen : Guan Yu (關羽), général chinois de la fin de la dynastie Han et du début de la période des Trois Royaumes
- Jiang Wen : Cao Cao (曹操), Premier ministre du dernier empereur de la dynastie Han
- Alex Fong : Liu Bei (劉備), Il fonda avec l'aide du stratège Zhuge Liang le royaume de Shu dont il se proclama empereur en 221
- Chin Siu-ho : Yan Liang (顏良), général de Yuan Shao, il est abattu durant la bataille de Guandu, par le général Guan Yu
- Betty Sun : Qilan (綺蘭), concubine de Liu Bei et celle dont Guan Yu est secrètement amoureux
- Andy On : Kong Xiu (孔秀), officier du Wei chargé de la Porte de Dong Ling
- Shao Bing : Zhang Liao (張遼), un des officiers de Lü Bu, mais travaillant pour le seigneur Dong Zhuo, ami de Guan Yu
- Calvin Li : Qin Qi (秦琪), archer qui tente de tuer Guan Yu dans la foret
- Wang Po-chieh : Empereur  Han Xiandi (漢獻帝), souverain nominal de la dynastie Han
- Wang Xuebing : Wang Zhi (王植), officier responsable de Xingyang
- Chen Hong : Lady Gan (甘夫人), première femme de Liu Bei
- Zhao Ke : Lady Mi (糜夫人), deuxième femme de Liu Bei
- Dong Yong : Xun You (荀攸), conseiller de Cao Cao
- Nie Yuan : Han Fu (韓福), un forgeron à Luoyang, qui est un vieil ami de Guan Yu
- Heizi : Meng Tan (孟坦), Frère d'arme de Han Fu
- Yu Ailei : Bian Xi (卞喜), le général défendant la passe de Yishui
- Sang Ping : Xu Chu (許褚), général sous Cao Cao
- Zhou Bo : Pujing (普淨), un moine qui guérit Guan Yu